# متالوتیونئین
متالوتیونئین(MT) یک خانواده از پروتئین‌های غنی از سیستئین، و با وزن مولکولی کم (MW در محدوده ۵۰۰–۱۴۰۰۰ دالتون) است. این پروتئین‌ها در غشای دستگاه گلژی قرار دارند. MTها دارای توانایی اتصال به فلزات سنگین فیزیولوژیکی (مانند روی، مس، سلنیوم) و زنوبیوتیک (مانند کادمیوم، جیوه، نقره، آرسنیک) از طریق گروه تیول باقیمانده سیستئین است که تقریباً ۳۰٪ آمینو اسید باقی مانده را تشکیل می‌دهد.

## برای مطالعهٔ بیشتر
- Cherian MG, Jayasurya A, Bay BH (December 2003). "Metallothioneins in human tumors and potential roles in carcinogenesis". Mutation Research. 533 (1–2): 201–9. doi:10.1016/j.mrfmmm.2003.07.013. PMID 14643421.